# Park Narodowy Oulanka

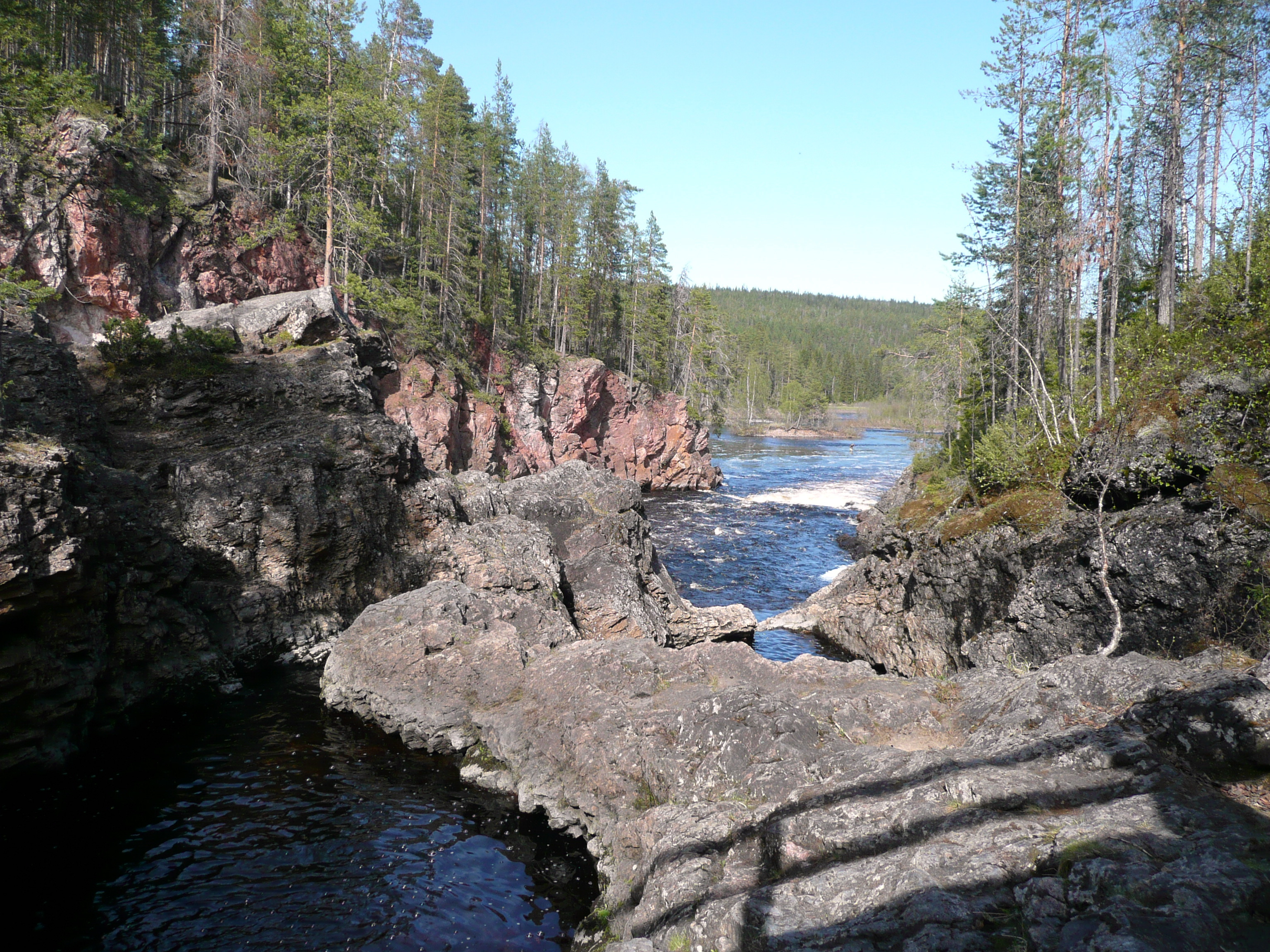
Park Narodowy Oulanka

Park Narodowy Oulanka (fiń. Oulangan kansallispuisto) położony jest we wschodniej Finlandii przy granicy z Rosją. Leży na terenie regionów Laponia i Ostrobotnia Północna. Od strony rosyjskiej do parku przylega Park Narodowy „Paanajarwi”.
Założony w roku 1956 park był poszerzany w 1982 i ponownie w 1989 roku i obecnie zajmuje obszar 290 km². Krajobraz parku tworzą głównie lasy sosnowe, poprzecinane dolinami rwących rzek i potoków.
Przez park przebiega słynny fiński pieszy Szlak Niedźwiedzia (Karhunkierros, 82 km długości) oraz tzw. Mały Szlak Niedźwiedzia (Pieni Karhunkierros, 12 km).